# 翁理
翁理（？—？），字存道，廣東潮州府饒平縣人，民籍，明朝政治人物。

## 生平
成化十六年（1480年）庚子科廣東鄉試第四十名舉人。成化二十三年（1487年）中式丁未科三甲第一百九十二名進士。正德三年（1508年），接替金洪任松江府知府一职，1510年由陈威接任。后累官湖广副使。

## 家族
曾祖翁計延；祖父翁早；父親翁主。母劉氏。